# Peugeot Type 25
La Peugeot Type 25 est un modèle d'automobile produit par le constructeur français Peugeot en 1898.